# Micah Maʻa
Micah Maʻa (/ˈmɑːʔɑː/; Kaneohe, 16 de abril de 1997) é um jogador de voleibol dos Estados Unidos, que atua na posição de levantador.

## Início da vida
Maʻa nasceu em Kāneʻohe, Havaí, filha de Pono e Lisa Strand-Maʻa.

## Carreira
Maʻa foi um atleta de destaque em 3 esportes em Punahou, um título estadual de futebol em 2013, quatro títulos estaduais de vôlei e ganhando o prêmio de jogador estadual de vôlei do Havaí em sua temporada sênior em 2015 em Punahou. Na UCLA, ele ganhou o AVCA first-team All-America, o primeiro time All-MPSF e o Off the Block's Server of the Year em sua temporada de calouro em 2016, todas as honras do torneio de vôlei da NCAA de 2018 quando os Bruins terminaram em segundo lugar no jogo do campeonato contra os 49ers de Long Beach State, e o AVCA first-team All-America, o primeiro time All-MPSF, estabelecendo o recorde de temporada única do UCLA Bruins de 67 ases em sua temporada sênior em 2019. Ele se formou na UCLA em 2019 com especialização em ciências políticas.
A Liga dos Campeões CEV 2022–23 é sua estreia na principal competição europeia com o Halkbank Ankara. Nos Jogos Olímpicos de Verão de 2024, integrou a equipe medalhista de bronze dos Estados Unidos.